# Verband der Hühner-, Groß- und Wassergeflügelzüchtervereine
Der Verband der Hühner-, Groß- und Wassergeflügelzüchtervereine (kurz: VHGW, offiziell Verband der Hühner-, Groß- und Wassergeflügelzüchtervereine zur Erhaltung der Arten- und Rassenvielfalt e. V.) ist einer der vier Fachverbände des Bundes Deutscher Rassegeflügelzüchter (BDRG) und die Vereinigung von 82 Sondervereinen und 8 bezirklichen Vereinen.

## Geschichte

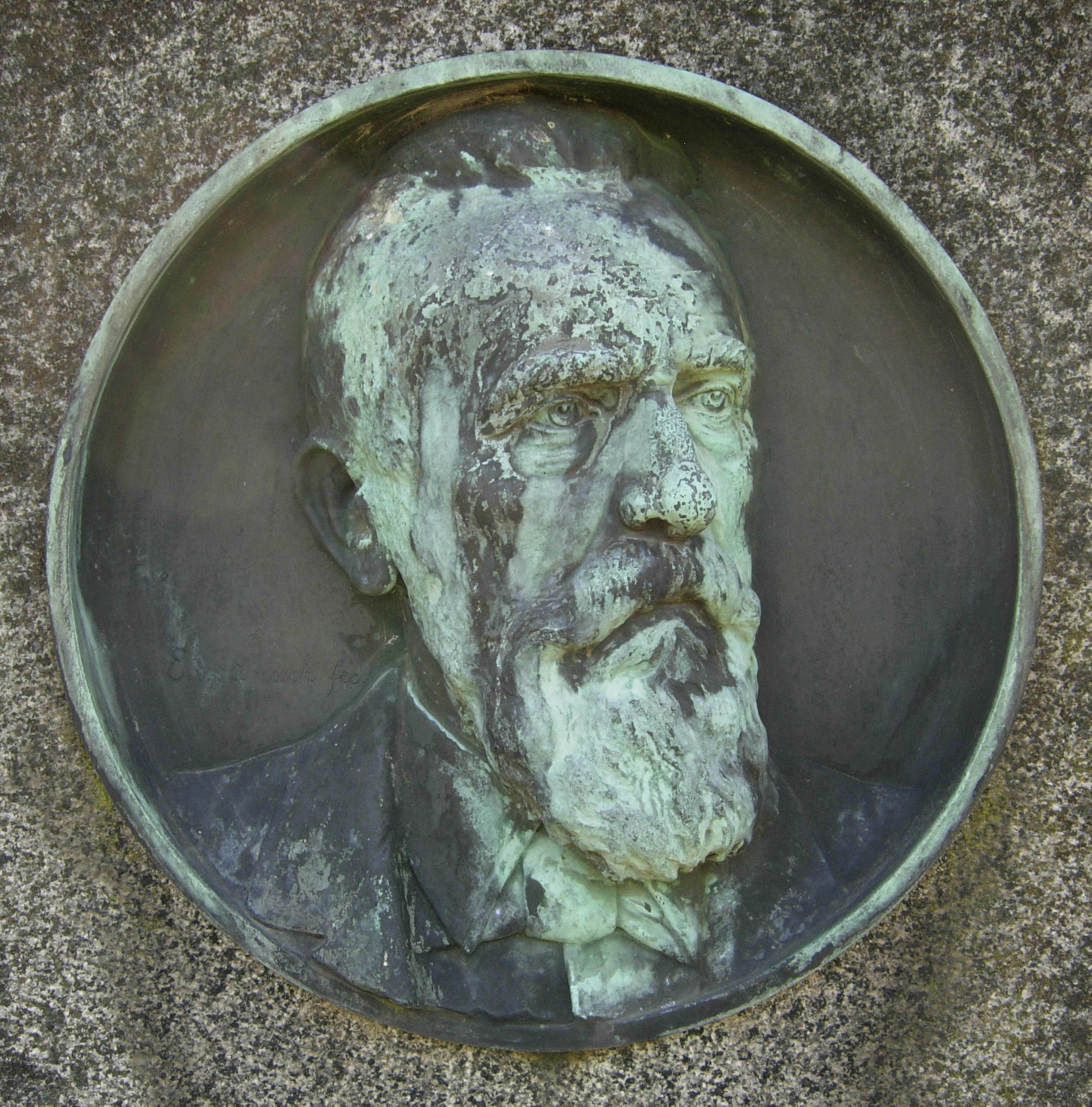
Grabmal von Carl von den Driesch, der 1865 den ersten Spezialklub mitbegründete

Mit dem ausgehenden 19. Jahrhundert wurden in Deutschland die ersten Spezialklubs (Vorläufer der heutigen Sondervereine) gegründet, die sich speziell mit der Förderung einer bestimmten Geflügelrasse befassten. Den Anfang machten der Hildesheimer Sanitätsrat August Lax und der königliche Rentmeister Carl von den Driesch (1830–1900) aus Düren, indem sie schon 1865 mit der Vereinigung der Züchter des La-Flèche-Huhnes den allerersten Spezialklub gründeten. Da es um 1910 bereits über 100 solcher Spezialklubs gab, mehrten sich Forderungen, sich zu einem gemeinsamen Verband zusammenzuschließen.
Daraufhin erfolgte die Gründung dreier Verbände, die als Vorläufer des heutigen Verbandes der Hühner-, Groß- und Wassergeflügelzüchtervereine (VHGW) gelten. So wurde im Jahre 1911 im Grand Hotel Mussmann zu Hannover zunächst der Verband der Spezialklubs gegründet. Präsident wurde Heinrich Kreutzer aus Frankfurt am Main. 1928 wurde ferner – ebenfalls in Hannover – der Reichsverband Deutscher Groß- und Wassergeflügelzüchter gegründet und Otto Hördemann aus Kassel zu dessen Vorsitzenden gewählt. Schließlich erfolgte 1930 noch die Gründung des Reichsverbandes Deutscher Hühnerzüchter (RDH), in dessen Verlauf Studienrat Karl Fischer aus Leipzig zum Vorsitzenden gewählt wurde. Fischer trat den Vorsitz allerdings schon ein Jahr später an Professor Arthur Reiß aus Pockau wieder ab, ehe alle drei Verbände 1933 in den neu geschaffenen Reichsverband der Geflügelwirtschaft, Fachabteilung Rassegeflügelzucht zwangseingegliedert wurden.
Während sich die Aktivitäten der Spezialklubs zu dieser Zeit überwiegend noch auf das Reichsgebiet konzentrierten, erfolgte mit der Gründung des Internationalen Chabo-Clubs 1936 übrigens der erste länderübergreifende Zusammenschluss von Züchtern aus Deutschland, England, Italien, der Schweiz und der Tschechoslowakei. Ehrenvorsitzender Johannes Graf von Welczeck hatte schon nach dem Ersten Weltkrieg mit der Organisation neuer Importe der japanischen Zwerghühner begonnen. Beispielhaft waren hierfür auch die bereits seit 1877 erfolgten Einfuhren von Tieren durch die Baronin Helene von Ulm-Erbach (1848–1927), einer Tochter des Japan- und Naturforschers Philipp Franz von Siebold.
Nach dem Zweiten Weltkrieg wurde der Verband der Sondervereine für Hühner, Groß- und Wassergeflügel neu gegründet und später schließlich in VHGW umbenannt.

## Arbeit und Aufgaben des Verbandes
Als Fachverband des BDRG betreut der VHGW neben acht bezirklichen Vereinen 82 Sondervereine, die eine spezielle Form von Geflügelzuchtvereinen darstellen. Die Mitglieder dieser Sondervereine im VHGW beschäftigen sich mit der Zucht der unterschiedlichen Hühner-, Gänse-, Enten-, Puten- und Perlhuhnrassen, sind bundesweit organisiert und nicht mit den allerorten bekannten Geflügel- oder Kleintierzuchtvereinen zu verwechseln. Während nämlich diese örtlichen Vereine Züchter aller Geflügelrassen betreuen, haben sich die Mitglieder der Sondervereine in der Regel auf jeweils nur eine Rasse oder einige von den Merkmalen her zusammengehörende Rassen spezialisiert (wie etwa der Sonderverein der Entenzüchter Deutschlands), um an der Verbesserung dieser Geflügelrassen im Hinblick auf den Zuchtstandard zu arbeiten.
Für die Bewertung der Tiere bilden die Sondervereine auf die Rassen spezialisierte Sonderrichter aus, die die Tiere bei Sonderschauen und nach Möglichkeit auf den großen Bundesschauen bewerten. Die Sonderrichter und Zuchtwarte informieren die Mitglieder zudem durch Schauberichte in Rundschreiben und bei Tierbesprechungen über den Zuchtstand der Tiere und darüber, was bei Schauen bezüglich des Aussehens der Tiere verlangt wird, was zu verbessern, auszumerzen oder zu erhalten ist.
Höhepunkt der Verbandsarbeit ist die alljährliche VHGW-Bundesschau, auf der die Deutschen Meister der Rassegeflügelzucht ermittelt werden. Diese Schau ist in verschiedenen großen Städten Deutschlands, wie Erfurt, Dortmund, Frankfurt am Main, Hannover, Köln, Leipzig oder Nürnberg, zu Gast. Die Sondervereine beteiligen sich mit Sonderschauen oder ihrer Hauptsonderschau. Neben dem Titel Deutscher Meister und Deutscher Champion sind hier das VHGW-Ehrenband und die VHGW-Medaille begehrte Trophäen.
In Zusammenarbeit von BDRG, der Gesellschaft zur Erhaltung alter und gefährdeter Haustierrassen (GEH) und dem VHGW wurde eine gemeinsame Liste mit Geflügelrassen erstellt, die in ihrer eigenständigen Art vom Aussterben bedroht sind. Der VGHW und seine Sondervereine erhalten und fördern diese alten Rassen und tragen zu einer Sensibilisierung der Öffentlichkeit für gefährdete Nutztierrassen bei.

Beispiele extrem gefährdeter Geflügelrassen
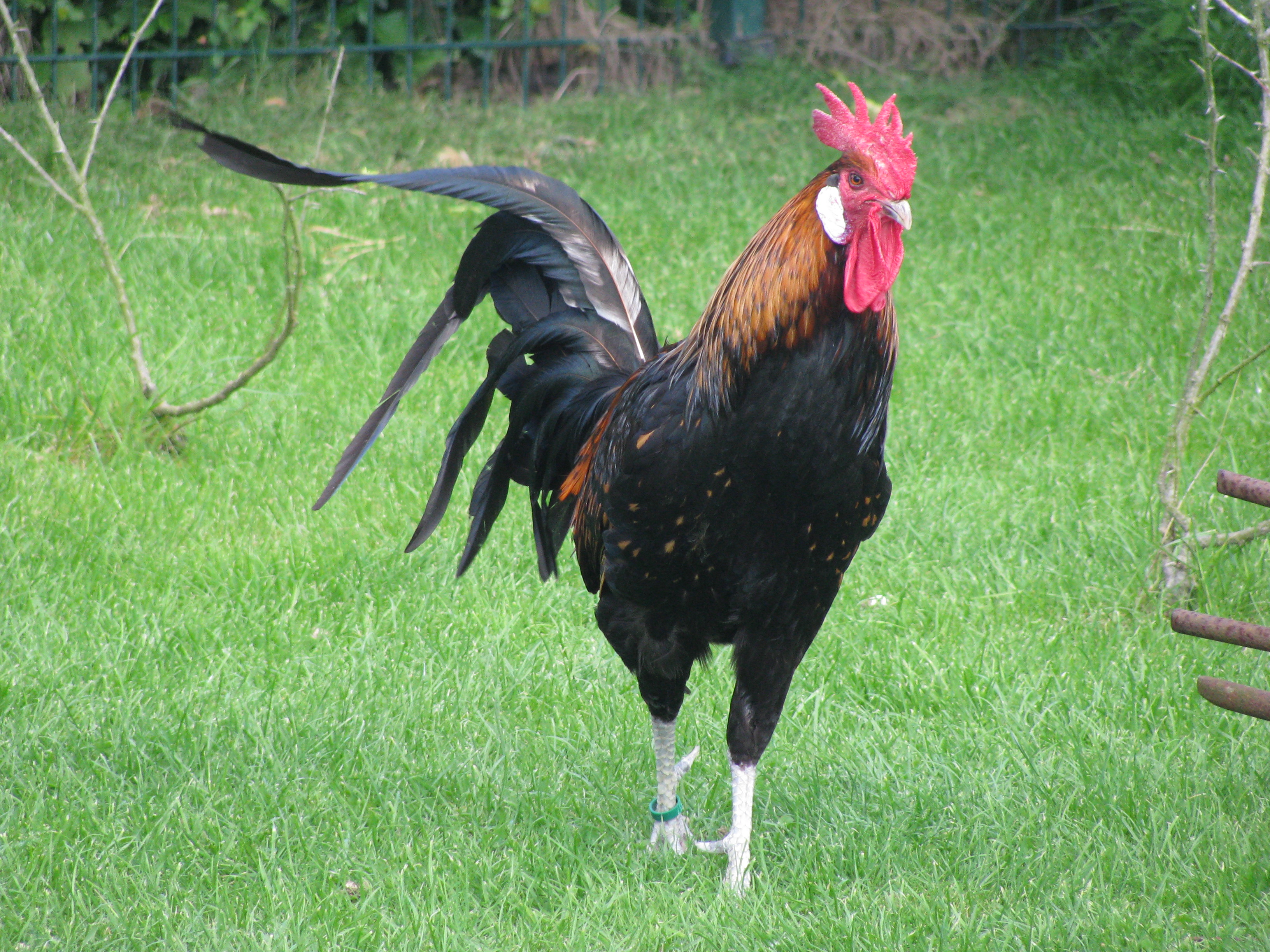
Bergischer Kräher
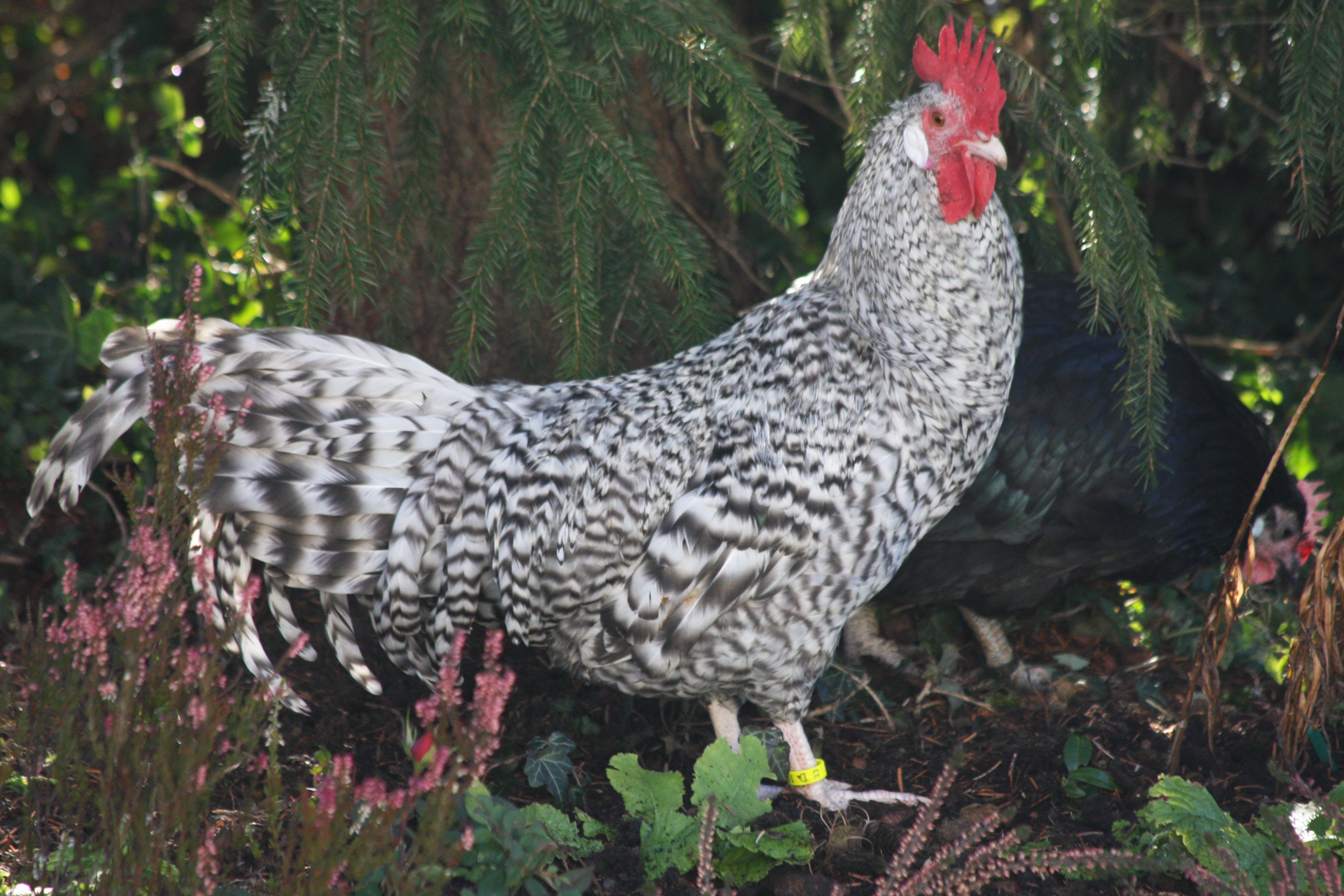
Krüper
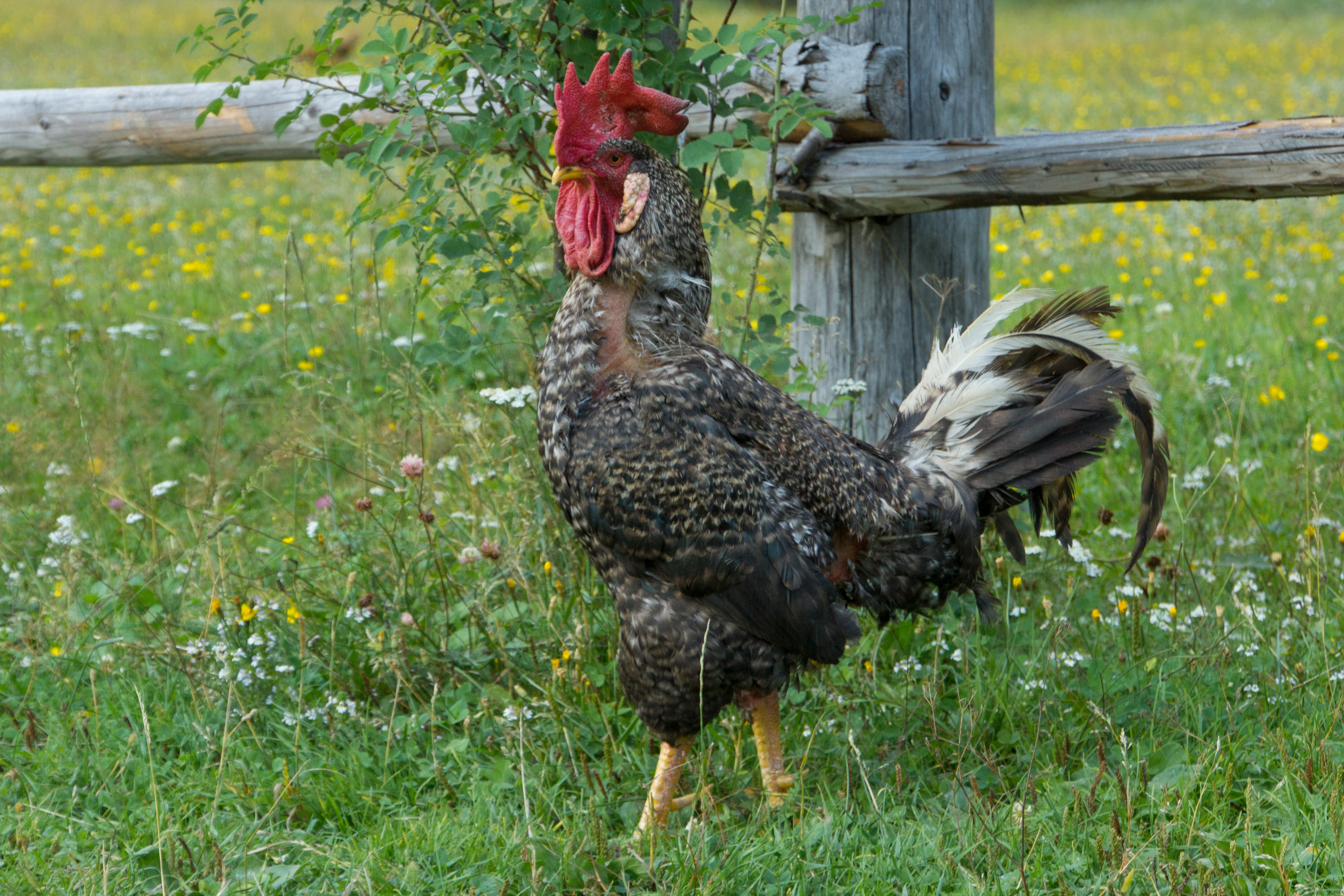
Plymouth Rock
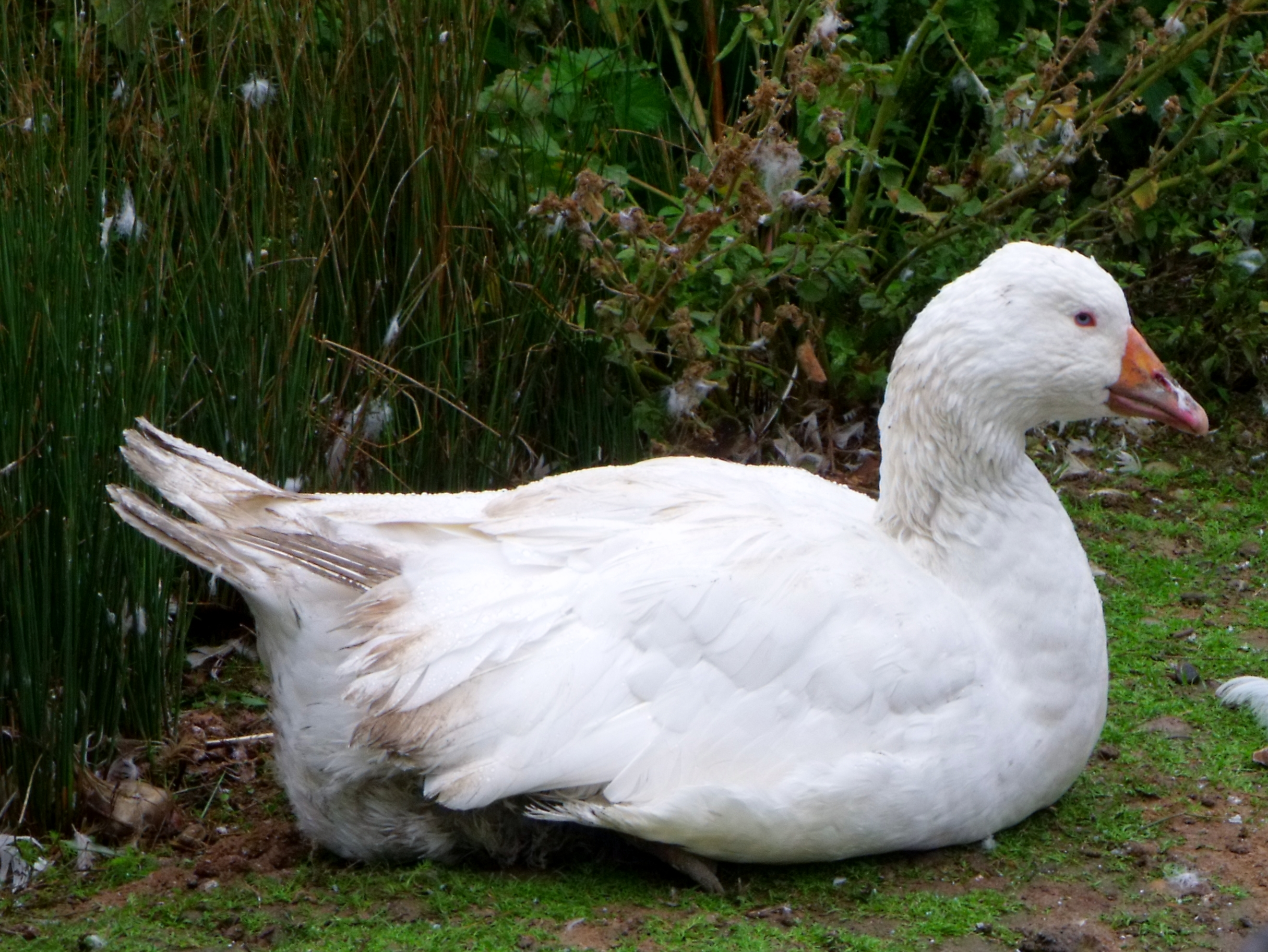
Aylesburyente
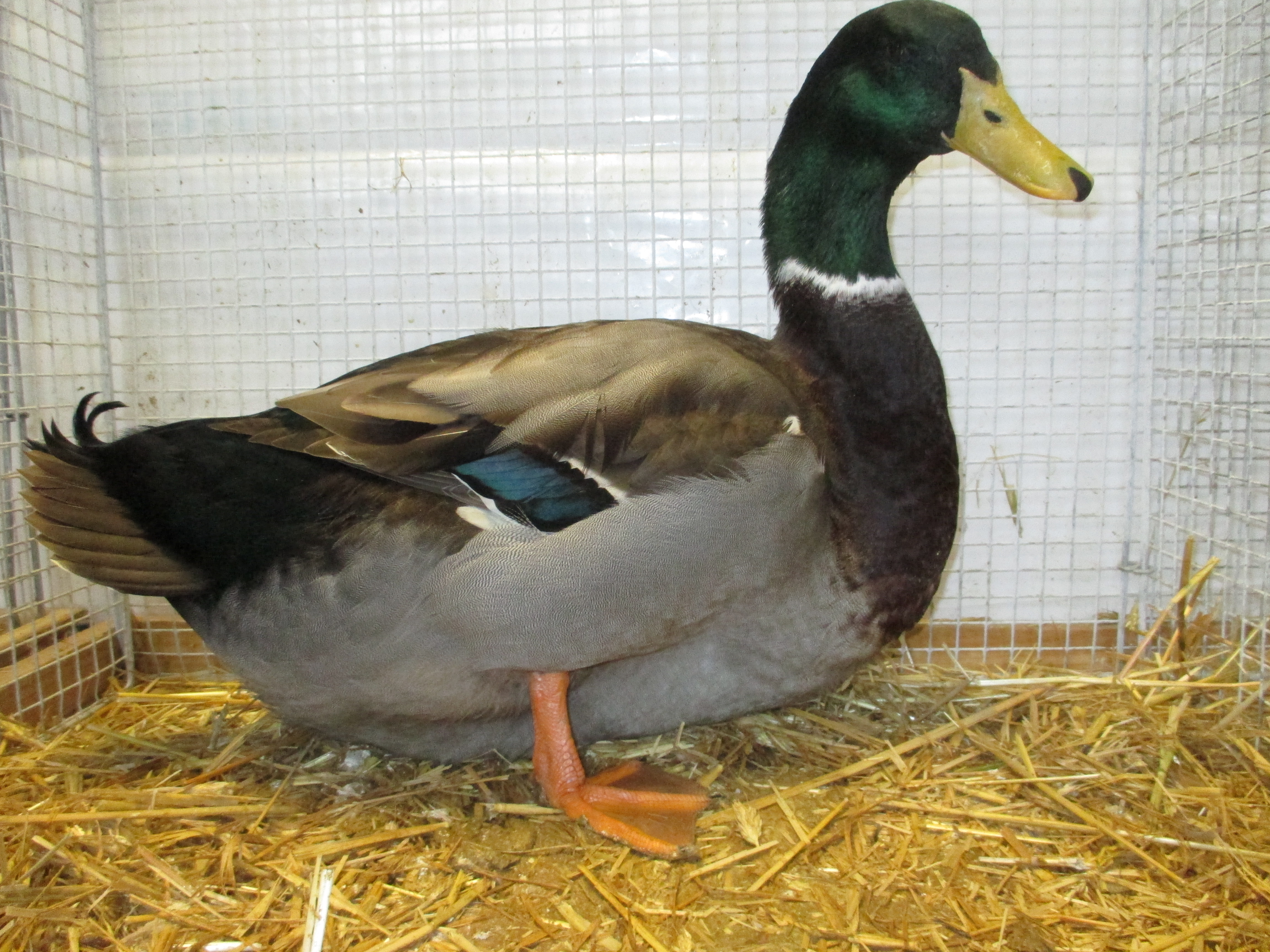
Rouenente
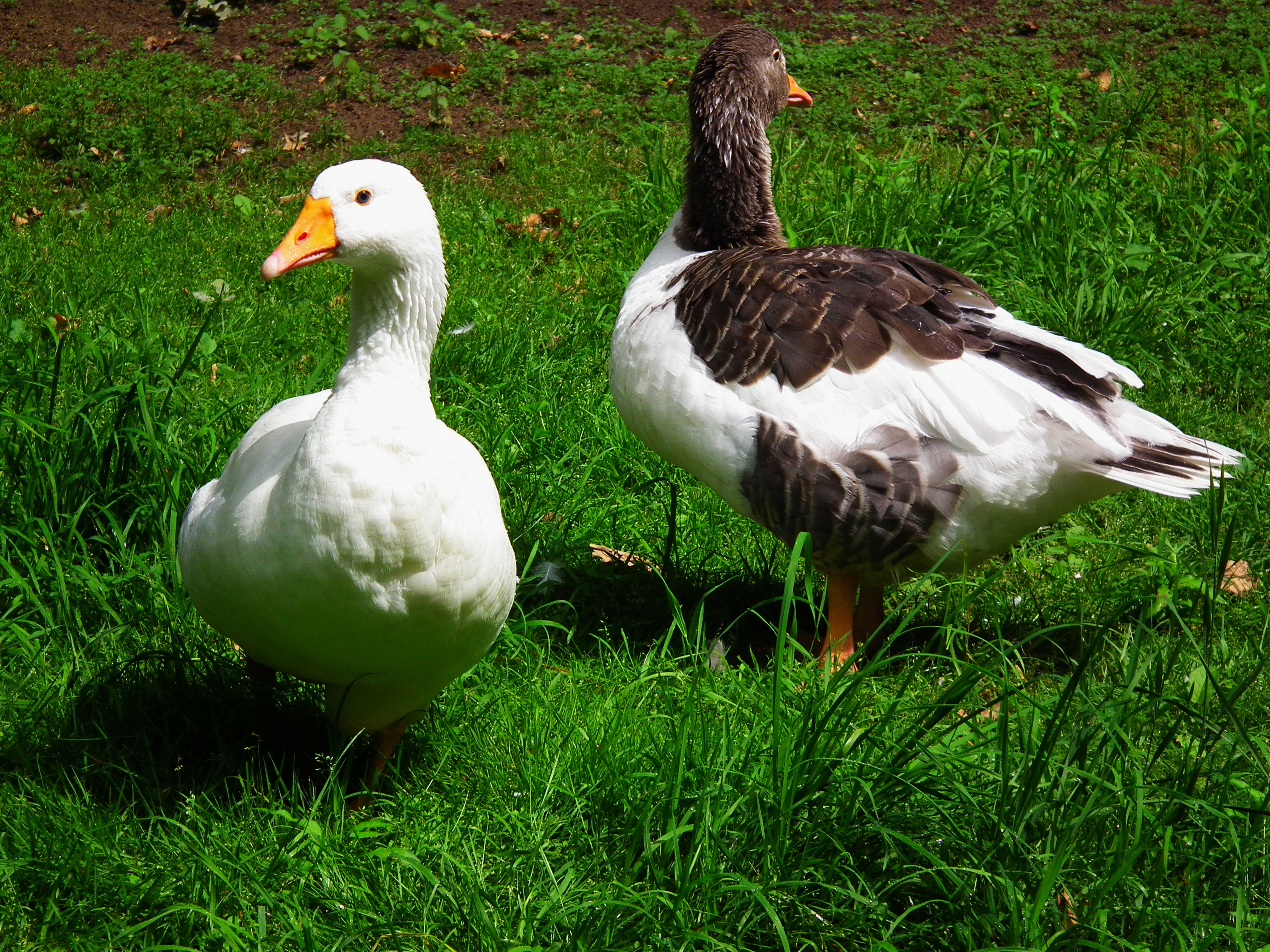
Leinegans
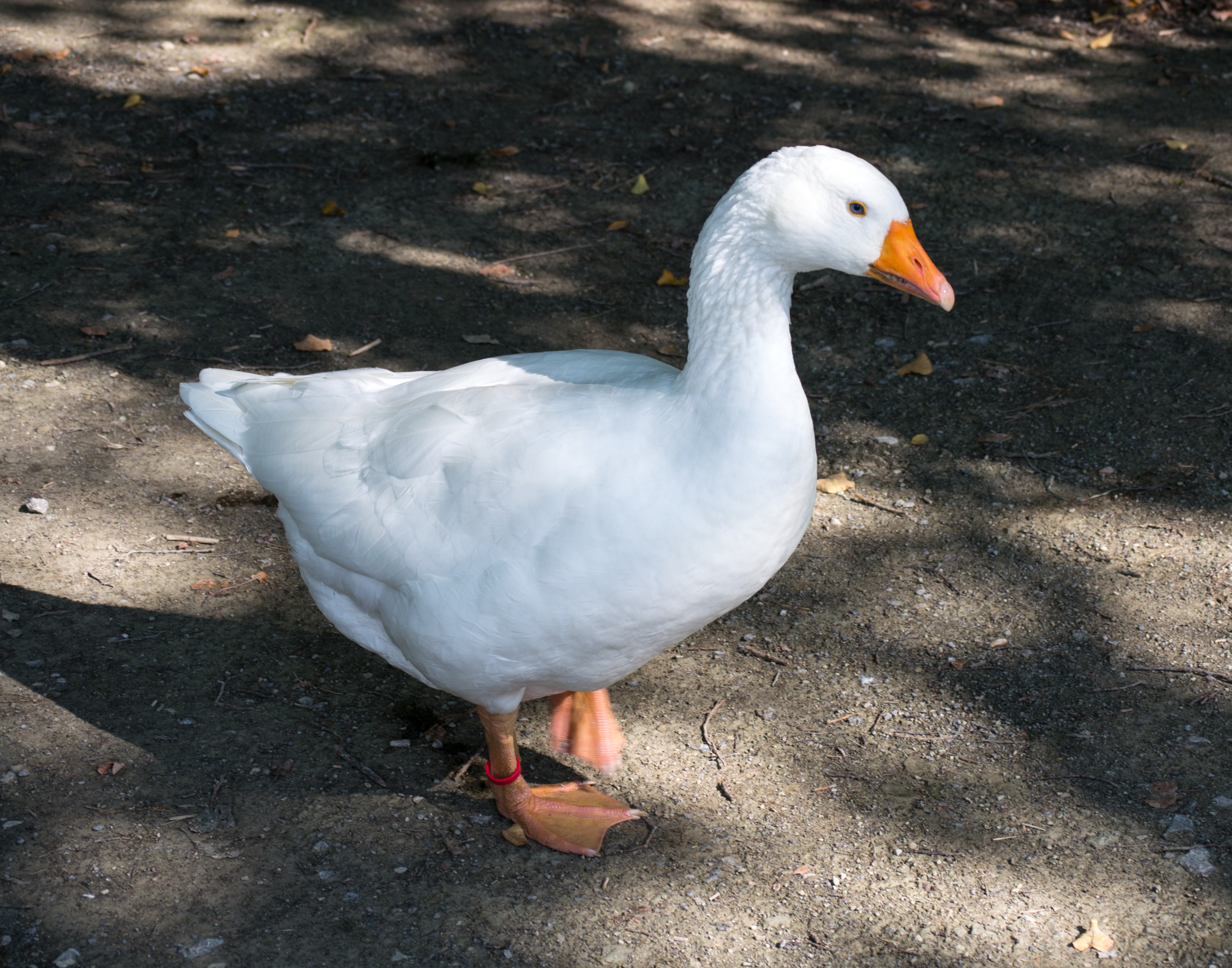
Lippegans

## Vorsitzende seit 1945
- 1945–1960: Karl Stein[7]
- 1960–1982: Hermann Spindler[7]
- 1982–1992: Heinz Möller[7]
- 1992: Gerd Roth[7]
- 1992–1996: Anton Müller[7]
- 1996–2002: Martin Platzbecker[9]
- 2002–2004: Wilfried Windhorst[9]
- 2004–2015: Michael Freiherr von Lüttwitz[10]
- 2015–2024: Ulrich Krüger[10]
- seit 2024: Jürgen Graßhoff